# Efeito Cotton-Mouton
O efeito Cotton-Mouton ocorre num líquido com a birrefrigência de um feixe de luz gerado por um campo magnético. O fenômeno manifesta-se num ângulo de 90º como uma guia na propagação do feixe de luz. O efeito Cotton-Mouton é o análogo magnético do efeito Kerr por ser atribuído ao alinhamento das moléculas de um líquido devido à presença de um campo magnético. A grandeza deste efeito é proporcional ao quadrado do campo magnético aplicado, similarmente ao que ocorre no efeito Kerr.

## Descoberta
O efeito foi observado por dois físicos franceses, Aimé Cotton e H. Mouton, que apresentaram o resultado de uma experiência na qual observaram um novo aspecto do efeito Faraday. Esse fenômeno físico ficou conhecido desde então como efeito Cotton-Mouton.